# Pania della Croce
La Pania della Croce è la montagna più alta di tutta la Versilia; quarta cima più alta delle Alpi Apuane e la più alta del Gruppo delle Panie, gruppo di notevole interesse paesaggistico, alpinistico e geologico, che sorge al centro della catena Apuana a pochi chilometri dalla costa tirrenica. È tra le vette apuane più famose e per le sue linee eleganti e la posizione dominante viene spesso chiamata "La Regina delle Apuane".

## Descrizione
Il nome Pania viene da "Pietrapana", come veniva chiamata un tempo, che deriva a sua volta da "Petrae Apuanae" ovvero monti degli Apuani, un'antica popolazione ligure che per nove secoli ha abitato questa zona.
Separate da profonde valli dal resto delle Apuane e strapiombanti nel versante sud con una bastionata calcarea, le Panie, sono visibili nelle giornate limpide da tutta la Toscana Nord-Occidentale (da Firenze all'Isola d'Elba). Si possono anche ammirare dal golfo della Spezia, dai monti della Corsica e da gran parte dello spartiacque appenninico compreso nelle province di Lucca, Reggio Emilia, e Modena. Il versante più pittoresco e fotogenico è quello che guarda verso la Garfagnana (versante Nord) dove sotto il curioso "Puntone di Mezzo al Prato" (per i Garfagnini "Naso dell'Omo Morto"), cima prativa antropomorfa che separa la Pania Secca dalla Pania della Croce, sorge un rifugio alpino del CAI di Lucca.
Notevole il panorama a 360 gradi che si può osservare dalla cima della Pania della Croce, vero e proprio balcone sulla Garfagnana e sulla costa tirrenica. Nelle giornate terse si spazia dal Monviso alla Corsica fino all'Isola d'Elba e al monte Amiata e all'interno con un buon binocolo si può scorgere il campanile di Giotto a Firenze.

## Citazioni
Dante Alighieri nella Divina Commedia all'interno del canto XXXII dell'Inferno dal verso 22 al 28 cita il Monte Pania e il Monte Tambura, altro massiccio delle Alpi Apuane.
(Dante Alighieri, canto XXXII dell'Inferno, Divina Commedia)
Dante infatti si trova nel nono cerchio dell'Inferno (Cocito) e, per indicare lo spessore dello strato di ghiaccio nel quale sono rinchiusi fino alla testa i traditori, afferma che il ghiaccio non si sarebbe spezzato nemmeno facendoci precipitare sopra il Monte Tambura ("Tambernicchi") e la Pania ("Pietrapana").
Anche il Boccaccio, nel "De Montibus", ricorda la Pania come "Pietra Apuana Mons".
Ludovico Ariosto, che fu governatore della Garfagnana per conto degli Estensi dal 1522 al 1525, afferma: "La nuda Pania tra l'Aurora e il Noto, da l'altre parti il giogo mi circonda che fa d'un Pellegrin la gloria noto".
Giovanni Pascoli situa l'intera narrazione della poesia "The hammerless gun" (Canti di Castelvecchio) sulla Pania e la descrive con questi versi:
«Su la nebbia che fuma dal sonoro / Serchio, leva la Pania alto la fronte / nel sereno: un aguzzo blocco d'oro, / su cui piovano petali di rose / appassite.» (vv. 21-25)
Gabriele D'Annunzio cita la pania più volte nelle sue poesie. Ad esempio:
«E tutta la Versilia, ecco, s'indora d'una soavità che il cor dilania. Mai fosti bella, ahimè, come in quest'ora ultima, o Pania!» 
(Il Commiato)
«...Ma come, Occhiazzurro, sei cauto! Forse amico sei di Diana? Ora scende da Pietrapana il lesto Settembre col flauto,...» 
(Versilia)

## Galleria d'immagini

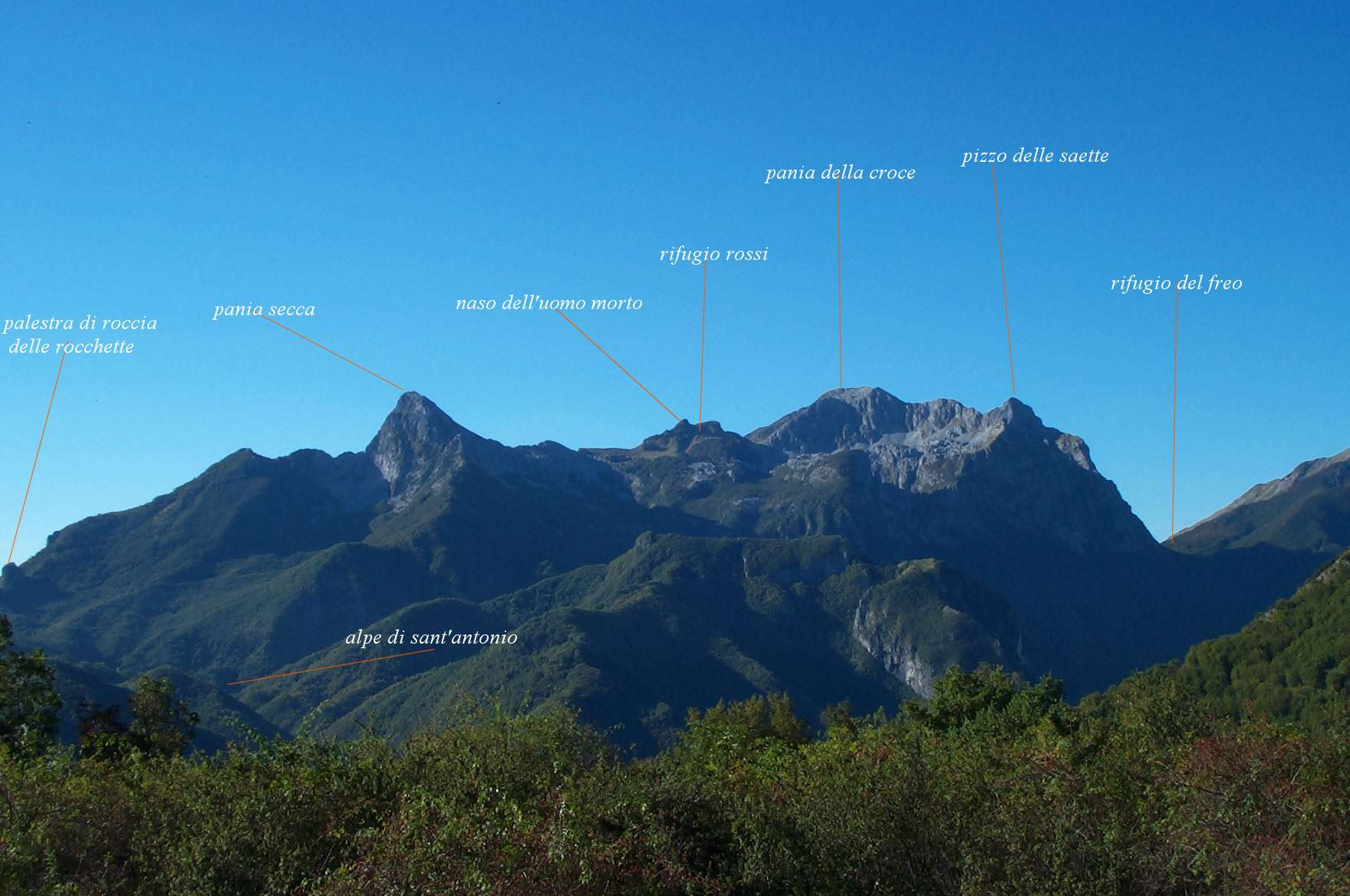
Il gruppo delle panie viste dalla Garfagnana con indicazione delle principali vette.
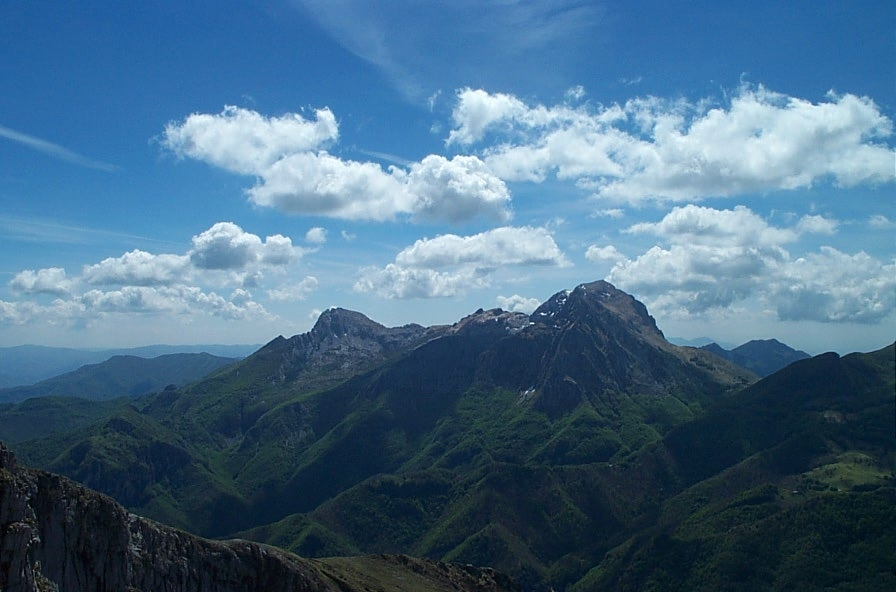
Le panie viste dalla Garfagnana con un cielo nuvoloso.
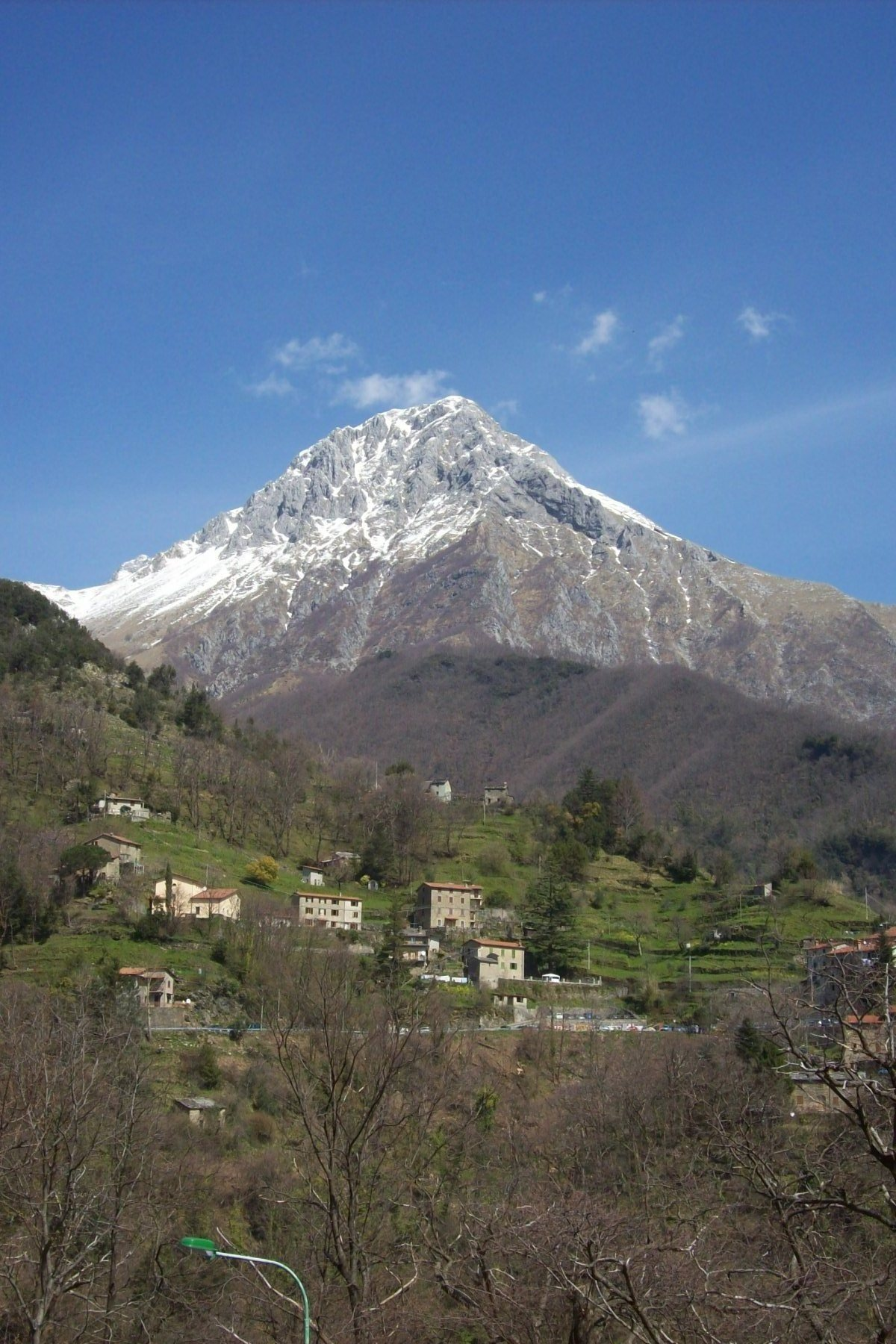
Vista della Pania da Volegno; sotto si intravede un gruppo di case del paese di Pruno.
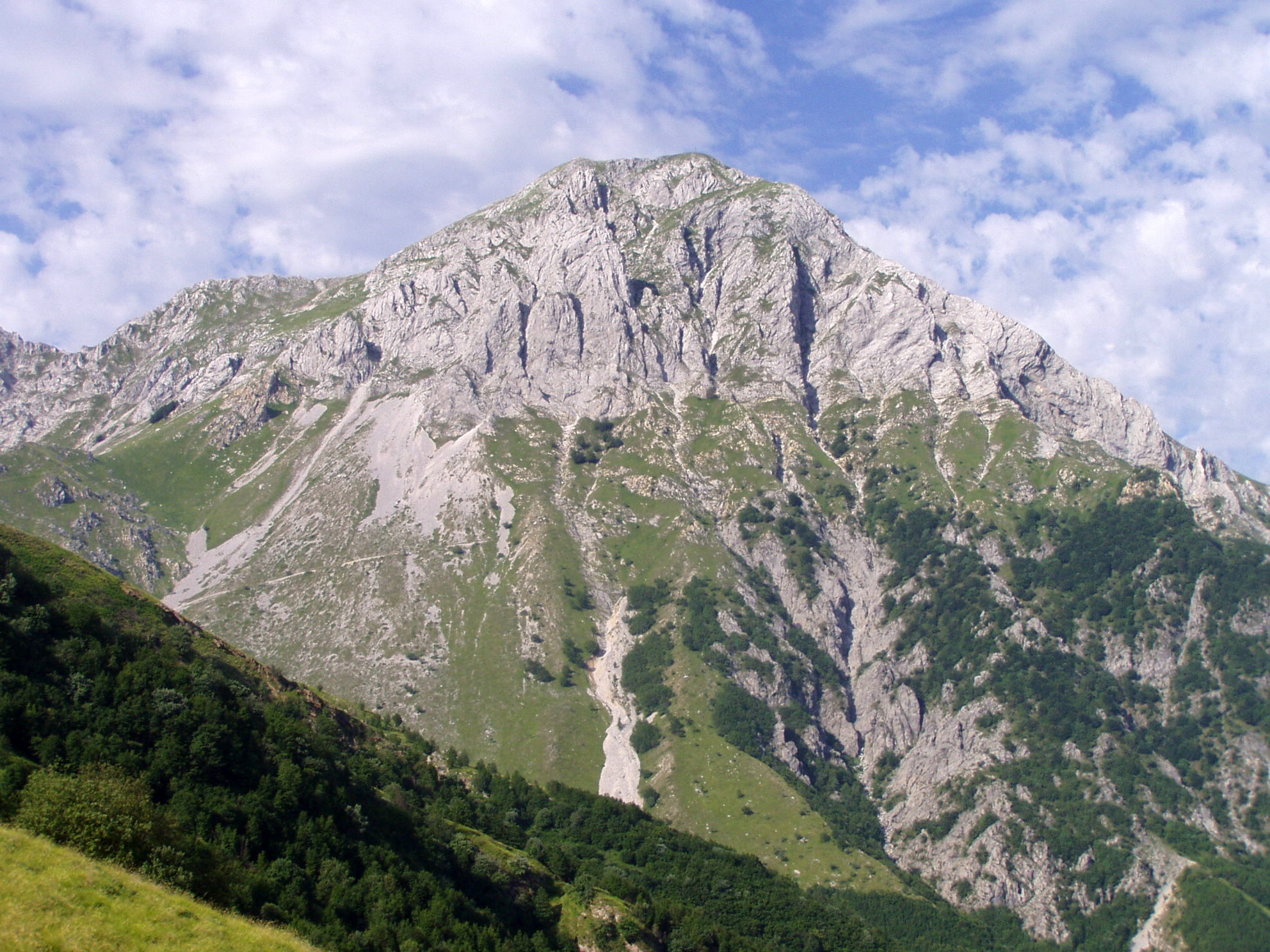
Pania della Croce, vista da SE.
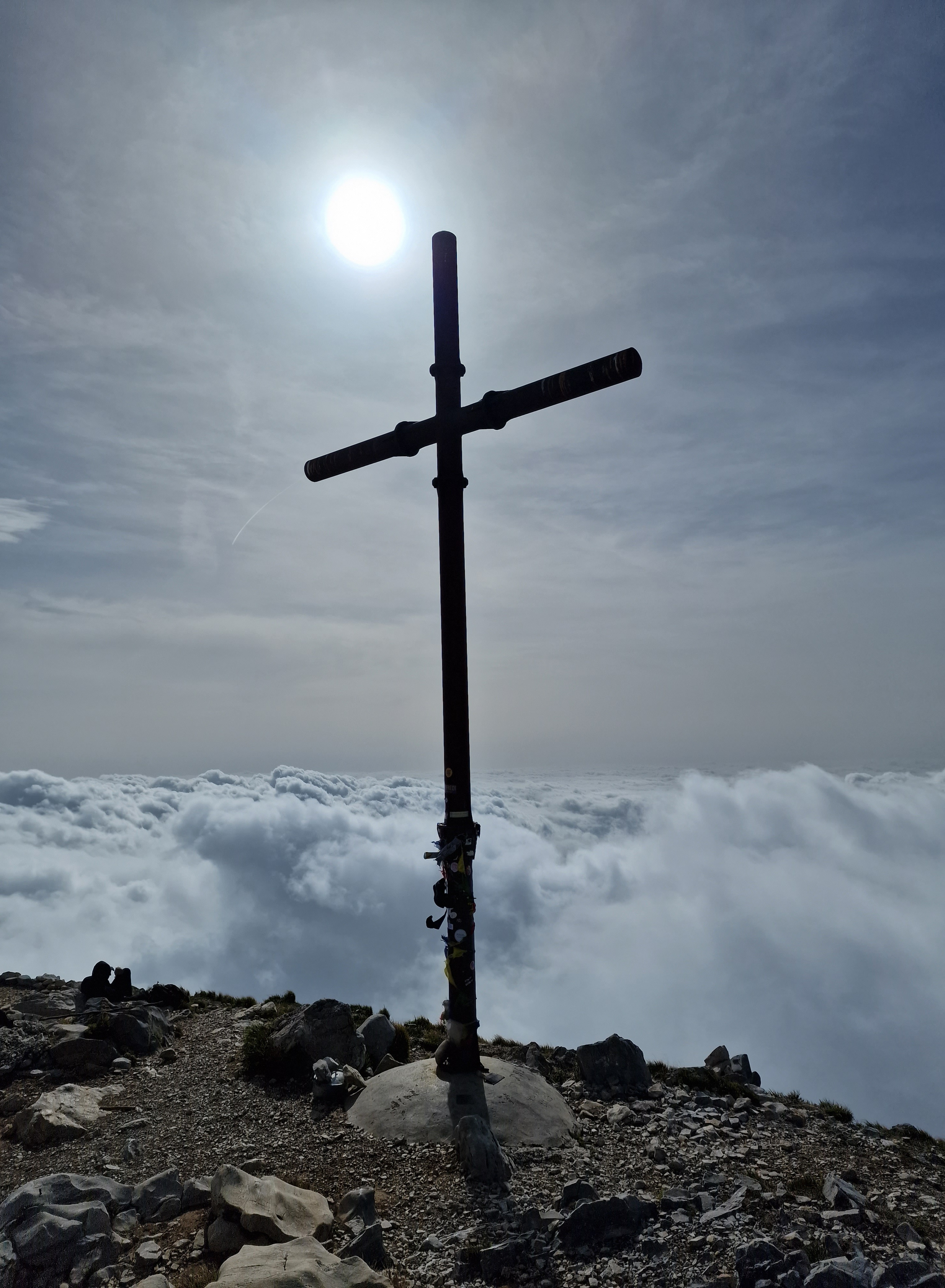
Croce presente sulla vetta.
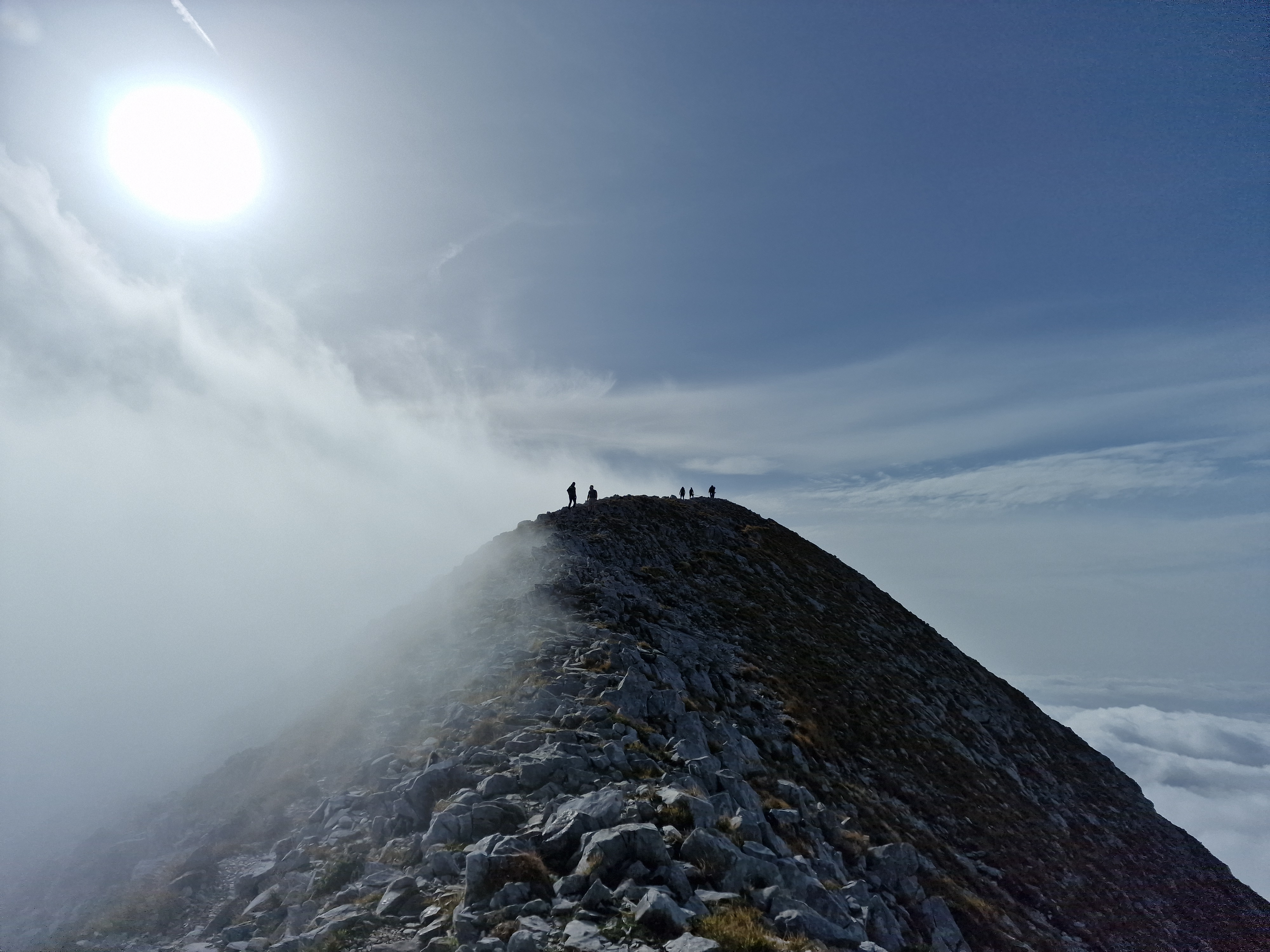
Crinale della Pania della Croce.